# Веселитский, Гавриил Петрович
Гавриил Петрович Веселитский, Веселицкий (10 [22] июля 1774 — 30 сентября [12 октября] 1829) — генерал-лейтенант Российской императорской армии, артиллерист, участник Отечественной войны 1812 года.

## Биография

### Происхождение и юность
Родился Гавриил 10 июля 1774 года в Крыму в дворянской семье выходцев из Далмации на русской службе. Предки были владетельными князьями и назывались, предположительно, князьями Божидара. Во время  войны России с Турцией 1710-1713 годов в раннем детстве отец Гавриила Петровича был вывезен в Россию своим двоюродным братом Славуй Николаевичем Требинским (Угричич де Требинье). Отец Гавриила П. П. Веселицкий служил в Коллегии иностранных дел. Посланный резидентом в Крым при крымском хане Сахибе II Гирее, он поехал туда с женой, Ульяной Константиновной Леонтович (ок. 1737-1822), дочерью золотоношского сотника К. Л. Леонтовича, в первом браке Белуха-Кохановская.
Во время высадки турецкого десанта при Алуште и мятежа в Крымском ханстве  П. П. Веселицкий был захвачен в Бахчисарае. 21 июля 1774 года он с секретарем С. Дементьевым был вызван в ханский дворец, где его арестовали, а все сотрудники консульства и охрана (около 30 человек) были перебиты протурецкой партией. Жизнь сохранили только резиденту, его жене, сыну-младенцу, пасынку и секретарю. После получения известия о заключении Кучук-Кайнарджийского мира освобождён. По окончании боевых действий Гаджи-Али-Паша передал П. П. Веселицкого командующему русскими войсками В. М. Долгорукову. Семью вместе с новорожденным Гавриилом освободили. В семье было ещё два сына и дочери, родные по матери и частью сводные по отцу. Мать Гавриила, овдовев в 1786 году, устроила мальчиков в Артиллерийский и инженерный кадетский корпус под руководством генерала П. И. Мелиссино.

### Военная карьера
В 1790 году Гавриил Петрович выпущен из Артиллерийского и инженерного кадетского корпуса штык-юнкером в артиллерию с назначением в гребную флотилию К. Нассау-Зигена, действовавшего против шведов. Учился он в корпусе отлично и был в числе медальных сержантов, награжденных золотой медалью с надписью «За прилежность и хорошее поведение».
За участие в сражениях при Фридрихсгаме и Бьорке-Зунде Веселитский был произведён в подпоручики. В Августе 1791 года был переведен во 2-й Артиллерийский фузелерный полк. Затем в 1792 году он принял участие во 2-й польской войне, под началом А. В. Суворова. При императоре Павле I в январе 1797 года Веселитский был произведен в поручики. В 1798 произведен в штабс-капитаны, а в 1800 году — в капитаны.
В 1803 году был назначен командиром батарейной роты 6-го артиллерийского полка (получившей название роты Веселитского). В 1806 году при переформировании артиллерийских полков в бригады вошёл со своей ротой в 11-ю Артиллерийскую бригаду дивизии генерала Милорадовича в составе Днестровской армии И. И. Михельсона, действовавшей против турок, причём удачной стрельбой весьма способствовал взятию Бухареста и уничтожению значительного отряда турок в бою у села Тубата. За эти подвиги был награждён орденом Святого Владимира 4-й степени с бантом.

За участие в победе под Россеватом (в сентябре 1809) получил 16 января 1810 года орден Святого Георгия 4-й степени 
в воздаяние отличного мужества и благоразумных распоряжений, оказанных в нынешнюю кампанию против турок, где, командуя в корпусе генерала Милорадовича всею артиллериею, содержал оную в совершенном устройстве, так что она при всех затруднениях в дефилеях и на горах с необыкновенною скоростью везде поспевала; устроил впереди Троянова вала переправу, которая менее нежели в полчаса была готова и в сражении 4 минувшего сентября при м. Расевате начальствовал над батареями, которые с быстротою будучи построены, и действовал весьма успешно.
Затем Веселитский находился при блокаде Силистрии, за взятие крепости Туртукая получил золотую шпагу, за Батинское сражение в 1810 году — чин подполковника. В марте 1811 года Веселитский был назначен командиром 7-й Резервной артиллерийской бригады в составе корпуса графа А. Ф. Ланжерона. В том же 1811 году, командуя 7-й Резервной артбригадой, участвовал в бою с турками под Рущуком под руководством М. И. Кутузова и был награждён орденом Святой Анны 2 степени. В последующих военных действиях Веселитский командовал Архангелогородским пехотным полком и за сентябрские бои с турками был произведен в 1811 году в полковники.
.
В 1812 году при назначении адмирала П. В. Чичагова командующим Молдавской армией и выступлении её в Россию, под именем Дунайской (с мая 1812), Веселитский, не будучи старшим среди артиллеристов, был назначен в сентябре 1812 года начальником всей артиллерии армии, обязанности которого с успехом выполнил в делах под Брест-Литовском (сентябрь), Борисовом (ноябрь), при селе Страхове и при переправе Наполеона через Березину во время бегства из России.

В кампанию 1813 года командовал артиллерией 3-й Западной армии при осаде крепости Торн под руководством Барклая-де-Толли, и после капитуляции последней был награждён орденом Святого Георгия 3 степени 
в воздаяние отличного мужества, храбрости и распорядительности, оказанных против французских войск при осаде крепости Торна с 27-го марта по 6-е апреля 1813 года.
 От союзнической Пруссии полковник был пожалован орденом Красного Орла 2 степени. Интересно, что Барклай-де-Толли перед осадой хотел заменить полковника Веселитского на артиллерийского генерала, запросив кандидата из России, но во время успешной осады крепости изменил своё мнение и оставил его на генеральской должности. После Торна армия Барклая-де-Толли ушла на соединение с главной русской армией под командованием графа Витгенштейна.
За сражения с французами в мае 1813 года под Кенигсвартою и Бауценом Веселитский был произведён в генерал-майоры. После Плейсвицкого перемирия назначен командиром артиллерии в корпусе графа А.Ф. Ланжерона, входившем в состав Силезской армии (Блюхера). Под начальством Веселитскогоо было 108 орудий, а также все понтоны корпуса.
Затем, участвуя во всех дальнейших боях, до Монмартра включительно, был награждён орденами: Святой Анны 1 степени с алмазами, золотой шпагой с бриллиантами, с надписью: «За храбрость», Святого Владимира 3 степени и арендою в Курляндии на 12 лет. От союзной Швеции был награждён орденом Меча 2-й степени.
Когда после войны с Францией было Высочайше повелено расформировать некоторые лишние артиллерийские части, он обратился к графу Ланжерону с просьбой похлопотать перед Баркалай-де-Толли о расформировании других рот, не награждённых в войну с Наполеоном. Но неудачно, и тогда он напрямую послал ходатайство царю о сохранении рот, получивших боевые награды, и просьба его была удовлетворена.
В 1814 году после заключения Парижского мира Веселитский возвращается в Россию, но почти сразу получает приказ возвратиться во Францию — уже в звании Начальника Артиллерии 6-го Пехотнаго Корпуса. Причиной этому стало неожиданное возвращение Наполеона из ссылки с острова Эльба. Но русскому корпусу так и не удалось поучаствовать в новых боях с Наполеоном. Веселитский возвращается в Россию к концу 1915 года.
В январе 1817 года Веселитский был назначен начальником штаба отдельного Оренбургского корпуса во главе с  П.К. Эссеном, а в 1818 году — председателем Оренбургской пограничной комиссии и командиром 26-й пехотной дивизии, сохранняя должность начальника штаба. За примирение среди местных киргизских племён высочайшею наградою стало 4000 десятин земли, пожалованных ему в Оренбургской губернии. В 1820 году Веселитский оставил должность председателя Оренбургской пограничной комиссии.
В 1826 году (22 августа — в день коронация императора Николая I) он был произведён в генерал-лейтенанты. В декабре ему было предложено место Главного начальника уральских заводов, от которого он отказался по состоянию здоровья. В январе 1829 он был награждён «за отлично-усердную службу», орденом Святого Владимира 2 степени.
Долгая и непростая боевая служба, занятие управляющих должностей в мирное время расстроили его здоровье — генерал тяжело заболел. Умер 30 сентября 1829 года.
Был похоронен в Киеве. В донесении после смерти генерала граф Пётр Кирилович Эссен написал: 
«Благоразуміе Веселитскаго въ военномъ дѣлѣ, преодолѣніе всѣхъ трудностей и неустрашимость противъ непріятеля были всегда и вездѣ отличительнымъ его свойством.»

## Семья
У Веселитского было три сестры и два брата (все родные по матери)— старший Михаил дослужился до штабс-капитана, младший Пётр в чине подполковника артиллерии героически погиб в Отечественной войне под Можайском в 1812 году.
Гавриил Петрович был женат на Авдеевой Марии Сергеевне, дочери чиновника.
В семье родилось пять сыновей.
- Старший сын Пётр стал военным, воевал с турками, служил в Польше, потом на Кавказе, где и погиб в бою в звании подполковника в 1843 году.
- Сергей (1804 — 1866), генерал-лейтенант, командовал несколькими пехотными дивизиями.
- Николай, генерал-майор, офицер артиллерист.
- Иван, полковник, офицер артиллерист.
- Александр окончил Инженерное училище и стал полевым инженером (умер до 1847 года)[5].